# (164121) 2003 YT1
2003 واي تي 1 (ويعرف أيضًا باسم (164121) 2003 واي تي 1 وفق تسمية الكوكب الصغير) (بالإنجليزية: 2003 YT1)‏ هو كويكب ضمن حزام الكويكبات؛ وترتيبه 164121 من حيث الاكتشاف.
اكتُشف هذا الجُرم الفلكي بواسطة ماسح السماء كاتالينا في 18 ديسمبر 2003.

## وصلات خارجية
- (164121) 2003 YT1 في قاعدة بيانات مختبر الدفع النفاث لأجرام النظام الشمسي الصغيرة

- الاكتشاف · مخطط المدار ·  العناصر المدارية · المعلمات المادية

- (164121) 2003 YT1 على موقع ويكي سكاي: DSS2, SDSS, GALEX, IRAS, Hydrogen α, X-Ray, Astrophoto, Sky Map, Articles and images